# 1776委員會
1776委员会（英語：1776 Commission），又称1776计划（英語：1776 Project），是第45任美国总统唐納·川普于2020年9月成立的一个联邦咨询委员会，目的是推進「愛國主義教育」。在特朗普任期结束前两天，即2021年1月18日的马丁·路德·金纪念日，1776委員會发布了《1776报告》（The 1776 Report）。该报告受到历史学家的强烈批评，历史学家称该报告为伪历史，称其“充满错误和党派政治”。2021年1月20日，第46任美國總統乔·拜登宣佈解散1776委員會。至2025年1月特朗普再次就任总统后，该委员会重新设立。

## 历史
该委员会的成立部分是对《纽约时报》“1619计划”的回应，该计划涉及系统性种族主义，并通过非裔美国人的框架探索美国历史。“1619计划”的第一篇文章于2019年8月发表在《纽约时报杂志》上。
特朗普于2020年9月2日首次谈到要对学生进行“爱国主义教育”，并于2020年9月17日的一次演讲中宣布成立新委员会。他在演讲中指出，美国学校目前正在教授有关系统性种族主义的“扭曲的谎言网”，称其为“一种虐待儿童的形式”。2020年10月6日，他在一份公告中重申了成立该委员会的意图。
根据联邦法律，联邦政府禁止直接监管学校课程，而是由学区根据州政府制定的规则决定。然而，联邦政府通过拨款来影响州和地方政府的决策。

## 建立
2020年11月2日，即2020年选举前一天，特朗普通过行政命令正式成立该委员会。特朗普于2020年12月18日任命委员会成员，委员会于2021年1月5日举行第一次会议。
根据该行政命令，特朗普成立了一个由总统任命的18名成员组成的小组，任期为两年，负责撰写一份关于“美国建国核心原则以及如何理解这些原则以进一步享受‘自由的祝福’”的报告。

### 建立目的
该委员会的目标是终结其所谓的“激进的美国历史观”，认为该观点“诋毁了美国的开国元勋及其建国”。为了回应霍华德·津恩等人以及“1619计划”等团体的工作，1776委员会试图通过集中（联邦）的民族主义课程方式来加强“爱国主义教育”。这一努力与特朗普对批判性种族理论的更广泛攻击有关。
该委员会还打算在国家公园、地标和纪念碑等联邦资产上推广理念，并指示联邦机构优先考虑支持“美国建国”的机构提供拨款和倡议。

### 成员
该委员会由18名成员组成，由保守派活动家、政治人物和知识分子组成，但并无美国历史专业人士。特朗普于2020年12月18日任命委员会成员。主席是保守派希尔斯代尔学院的校长拉里·阿恩，联席主席是黑人保守派、前范德比尔特大学法学院教授卡罗尔·斯温。其他任命者包括特朗普前国内政策顾问布鲁克·罗林斯；克莱蒙研究大学教授兼保守派杂志《克莱蒙特书评》编辑查尔斯·R·凯斯勒；布什的演讲撰稿人内德·莱恩；转折点美国创始人查理·柯克；密西西比州前共和党籍州长菲尔·布莱恩特；古典历史学家维克多·戴维斯·汉森；特朗普前任命的约翰·吉布斯；在线课程公司Curikki创始人斯科特·麦克尼利；黑人民权委员会成员彼得·基尔萨诺；政治学教授托马斯·林赛、律师兼政治学教授迈克尔·法里斯以及前国会议员鲍勃·麦克尤恩。特朗普还任命时任住房和城市发展部部长本·卡森加入该委员会。

## 1776报告

### 内容
该委员会于2021年1月18日，即特朗普第一任期结束和乔·拜登就职典礼的两天前，发布了长达41页的《1776报告》。该报告没有引用或脚注，也没有注明主要作者。报告中大约有一半的页面是附录。
该文件将“进步主义”和“种族主义与身份政治”视为“对美国原则的挑战”，并将其与“共产主义”、“奴隶制”和“法西斯主义”相提并论。文件将支持奴隶制的美国政治家、前美国副总统约翰·C·卡尔霍恩称为“身份政治的领军人物”，并批评了民权运动的某些方面。该文件还将美国大学描述为“如今常常是反美主义、诽谤和审查制度的温床”，并批评女权运动。文件最后建议在家庭、学校、艺术等领域宣传美国开国元勋的正面故事和形象。

### 反应
历史学家谴责该报告，称其“充满错误和党派政治”，事实不准确，缺乏学术性，且未经注明出处引用前人的研究成果。美国历史学会在一份由其他33个历史学会共同签署的声明中表示，该报告完成之前“没有咨询过美国专业历史学家”。2021年1月19日，大学出版社协会发表声明“虽然我们留给历史学家去详细反驳该文件的不准确之处——如果有人选择这样做的话——但我们注意到，该文件存在程序缺陷，这使得它无法作为严肃的学术著作出版。”
美国历史学会执行董事詹姆斯·格罗斯曼批评特朗普推行所谓的“爱国主义教育”，表示真正的爱国主义历史是努力诚实地研究过去并承认其复杂性，而不是“啦啦队”、“民族主义宣传”，或“对独特美德和永恒进步的过于简单和不准确的叙述”。格罗斯曼将1776年委员会的报告描述为“一份拙劣的著作”，“不是历史著作”，而是“玩世不恭的政治”。格罗斯曼说：“这份报告巧妙地将神话、歪曲、故意的沉默以及对证据的明显和微妙的误读交织在一起，创造出一种叙事和论点，即使在广泛的解释范围内，也很少有受人尊敬的专业历史学家会认为这是合理的，更不用说令人信服了。”
历史学家蒂莫西·梅瑟-克鲁斯将该报告的内容比作“1950年代五年级公民课本里所有陈腐的套路”，并写道，该报告歪曲了开国元勋约翰·杰伊在《联邦党人文集》第二号中所表达的理念。历史学家埃里克·劳赫韦批评该报告误读了约翰·温思罗普的“山巅之城”演讲，并批评报告中关于民权运动的断言。乔治·华盛顿的传记作者、历史学家亚历克西斯·科伊表示，该报告充斥着“错误、歪曲和彻头彻尾的谎言”，并错误地描述了华盛顿与奴隶制的关系。凯文·M·克鲁斯和其他历史学家批评该报告暗示马丁·路德·金会反对平权法案，并指出金在生前实际上支持过平权法案。即使是一些批评“1619计划”的历史学家，例如普林斯顿大学的肖恩·威伦茨，也批评了1776委员会的报告。威伦茨称该报告是“那些论战的另一面”，“基本上是一份政治文件”，“将历史沦为英雄崇拜”。
历史学家还指出，该报告的部分内容被抄袭自作者的早期作品，但未注明出处，其中包括托马斯·林赛2008年在《高等教育内幕》上发表的一篇专栏文章，以及2002年传统基金会的一篇文章和大学间研究委员会执行主任马修·斯伯丁在论文中发表的一篇文章。
评论员尤金·斯科特批评该委员会的报告暗示“身份政治是特朗普政府之外的独特事物”；斯科特写道，特朗普的言论和特朗普主义“植根于身份政治”：具体来说，就是优先考虑“主要是白人、基督徒和符合传统性别规范”的人口群体。丽贝卡·奥尼恩在Slate上撰文称，该报告是“一位受福克斯新闻毒害的阿姨转发的长篇大论，最好还是礼貌地忽略它”，并指出历史学家戴安娜·巴特勒·巴斯担心该报告是“送给特朗普白人福音派支持者的‘一份大礼’，他们长期以来一直向就读基督教学校或在家接受教育的孩子灌输这种历史观”。《名利场》的杰夫·沙利特将该报告关于身份政治的部分与挪威恐怖分子安德斯·贝林·布雷维克在其《2083：欧洲独立宣言》中为 2011年挪威袭击事件辩解的内容进行了比较。
委员会成员维克多·戴维斯·汉森和迈克·冈萨雷斯为该报告辩护。汉森辩称，该报告并未“粉饰美国历史上诸多不公正现象的持续存在”，并为报告中关于“进步主义”与美国价值观相悖的论断辩护。而身为美国传统基金会高级研究员的冈萨雷斯则批评了媒体对该报告的报道，并认为拜登解散该委员会是“觉醒左派”发动“对美国历史的战争”的结果。

## 解散与重新建立
2021年1月20日，在乔·拜登接任特朗普任职总统后，拜登发布行政命令，解散1776委员会。该报告已从白宫网站上删除，但美国国家档案和记录管理局已将该报告与整个特朗普第一任期下的白宫网站同时存档。
2021年5月，该委员会执行主任马修·斯伯丁宣布，委员会将以非政府身份恢复活动。
2021年11月，杰克·西尔弗斯坦在《纽约时报》的一篇文章中指出，1776委员会解散后通过的州一级反批判种族理论法律包含与 1776委员会最终报告类似的语言和意图。
1776行动组织（1776 Action）是一个由共和党领导的501(c)(4)团体，成立于1776委员会解散后，其名称取自该委员会。该组织由本·卡森和纽特·金里奇的前助手领导，提倡所谓的“爱国主义教育”，并声称其目标是打击“反美灌输”，也为官员和候选人提出一项受特朗普启发的“1776誓言”。该组织推动了一项反“批判性种族理论”的法案，已在新罕布什尔州获得通过，并支持2021年弗吉尼亚州州长选举和爱荷华州学校董事会竞选的候选人。
在2024年共和黨全國代表大會发表的共和党纲领中，提及恢复1776委员会的承诺。特朗普二度任职总统后，于2025年1月29日发布第14190号行政命令，恢复1776委员会。

## 进一步阅读
- Tait, Joshua. . The Bulwark. 2021-01-22  [2021-01-22].
- Ostler, Jeffrey; Jacoby, Karl. . Journal of Genocide Research. 2021, 24 (2): 321–336. S2CID 239698995. doi:10.1080/14623528.2021.1968143.